# Фриймън Дайсън
Фриймън Дайсън (на английски: Freeman Dyson, 15 декември 1923, Кроуторн, Бъркшър, Англия – 28 февруари 2020, 	
Принстън, Мърсър, Ню Джърси, САЩ), е американски физик теоретик от британски произход.
Той е сред създателите на квантовата електродинамика. Работи в областта на квантова теория на полето, математическа физика, астрофизика, ядрена физика. Член на Британското кралско научно дружество и на Академията на науките на САЩ.
Известен е със своята футуристична концепция на Сферата на Дайсън. Това е хипотетично съоръжение с формата на гигантска сфера с огромни размери (от порядъка на планетна орбита), като звездата е в центъра отвътре. Такава сфера може да построи високоразвита цивилизация за пълно усвояване на енергията от централната звезда.
Възгледи: практикуващ християнин, борец срещу национализма, застъпник за ядрено разоръжаване и международно сътрудничество.